# Lunaceps holophaeus
Lunaceps holophaeus är en insektsart som först beskrevs av Hermann Burmeister 1838.  Lunaceps holophaeus ingår i släktet månlöss, och familjen fjäderlöss. Arten är reproducerande i Sverige.